# Docodesmus hirudiformis
Docodesmus hirudiformis är en mångfotingart som beskrevs av Sergei I. Golovatch 1999. Docodesmus hirudiformis ingår i släktet Docodesmus och familjen fingerdubbelfotingar. Inga underarter finns listade i Catalogue of Life.